# Comuna de Malechowo
Malechowo (polaco: Gmina Malechowo) é uma gminy (comuna) na Polónia, na voivodia de Pomerânia Ocidental e no condado de Sławieński.
De acordo com os censos de 2007, a comuna tem 6.521 habitantes, com uma densidade 29,1 hab/km².

## Área
Estende-se por uma área de 226,63 km².

## Comunas vizinhas
- Darłowo, Sławno, Polanów e Sianów